# Tête de Mérelle
Pour les articles homonymes, voir Mérelle.
La tête de Mérelle est un sommet du massif des Vosges culminant à 897 m d'altitude, dans la commune de Gérardmer, dans le département des Vosges, en France.

## Toponymie
Le terme Mérelle désigne une petite étendue d'eau et trouve son origine dans le gallo-romain.

## Accès
Un sentier de randonnée partant du lac au stade du lieu-dit Ramberchamp permet d'accéder à la tête de Mérelle, ainsi que la route forestière D 69 en direction du hameau du Phény.
Depuis le haut de la tour, une vue panoramique sur le lac, la ville et le domaine skiable s'offre au promeneur.

## Histoire
La tour, qui a une hauteur de 15 mètres, a été construite en juillet 1964 par un groupe de Scouts de France. Elle est composée d'un escalier en colimaçon de 85 marches.